# Iridopsis mastistes
Iridopsis mastistes là một loài bướm đêm trong họ Geometridae.